# Morganucodonta
De Morganucodonta ('Glamorgan-tanden') zijn een orde van uitgestorven basale Mammaliaformes, een groep omvattende de zoogdieren (dus de kroongroep (Mammalia) en hun naaste verwanten. Hun overblijfselen zijn gevonden in Zuid-Afrika, West-Europa, Noord-Amerika, India en China. De morganucodonten waren waarschijnlijk insecteneters en nachtdieren, hoewel sommige soorten net als eutriconodonten grote afmetingen bereikten en carnivoor waren. Aangenomen wordt dat het nachtleven is geëvolueerd bij de vroegste zoogdieren in het Trias (het nachtelijke knelpunt genoemd) als een specialisatie die ze in staat stelde een veiligere nachtelijke niche te exploiteren, terwijl de meeste grotere roofsauriërs waarschijnlijk overdag actief waren (hoewel sommige dinosauriërs waarschijnlijk ook nachtdieren waren).

## Naamgeving
De Morganudocodonta werden in 1973 door Kermack benoemd als een onderorde.

## Anatomie en biologie
De Morganucodonta hadden een dubbel kaakgewricht: vooraan was er het nieuwe gewricht tussen het dentarium en het squamosum en achteraan nog het oude gewricht tussen quadratum en articulare. Dit houdt in dat ze ook nog een van hun postdentaire onderkaakbotten behielden, namelijk dat articulare. Er is een trog aan de achterkant van de kaak aan de binnenkant (linguaal) waarachter de postdentaire botten zaten. De dubbele kaakarticulatie en retentie van de postdentaire botten zijn kenmerkend voor veel van de vroegste Mammaliaformes, maar zijn afwezig bij zoogdieren: alle zoogdieren van de kroongroep hebben een onderkaak die is samengesteld uit een enkel bot, het dentarium, en het oude gewricht is opgenomen in het middenoor. Het articulare is dan van de onderkaak verhuisd naar het oor en is de malleus, de hamer, geworden terwijl het quadratum, bij veel Amniota een enorme structuur, een minuscuul gehoorbeentje is geworden, de incus ofwel het aambeeld. Een fossiel van Dianoconodon laat zien dat dit dier weliswaar een dubbel kaakgewricht had, maar alleen het gewricht tussen het dentarium en squamosum functioneel was, in feite een tussenvorm in de ontwikkelingslijn naar de anatomie van zoogdieren uit de kroongroep.

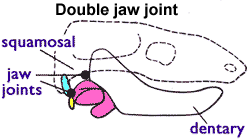
Het dubbele kaakgewricht

In tegenstelling tot meer basale therapsiden zoals Sinoconodon, waren morganucodonte tanden difyodont (wat betekent dat ze hun tanden eenmaal vervingen, met een melkgebit en een volwassen gebit zoals te zien is bij hedendaagse zoogdieren, inclusief mensen) en niet polyfyodont (wat betekent dat de tanden voortdurend worden vervangen en het dier en zijn tanden gedurende zijn leven in omvang/aantal kunnen toenemen, zoals bij veel reptielen). Bewijs van zogen of lactatie is aanwezig bij Wareolestes, in de vorm van zijn tandvervangingspatronen.
Morganucodonten hadden ook gespecialiseerde tanden - voortanden, hoektanden (of althans caniniformen), premolaren en kiezen (molariformen) - voor voedselverwerking, in plaats van tanden met dezelfde vorm door de tandenrij heen zoals te zien bij hun verre voorgangers. Ze waren dus heterodont in plaats van homodont. Van de Morganucododonta wordt gedacht dat ze insecten- en vleesetend waren, en hun tanden waren aangepast om een scherende beweging uit te voeren. Nicheverdeling is bekend bij verschillende soorten morganucodonten, waarbij verschillende soorten gespecialiseerd zijn voor het bejagen van verschillende prooien. Paceyodon davidi was de grootste soort morganucodont. Hij is bekend door een onderste rechtermolariform (kiesvormige tand) van 3,3 millimeter lang, die groter is dan de molariformen van alle andere morganucodonten. Dit laat al zien dat veel soorten slechts van tanden bekend zijn.
De tanden van sommige morganucodonten zijn zo gestructureerd dat occlusie plaatsvindt doordat de onderste knobbel 'a' naar voren in de tandenrij aansluit op de bovenste knobbel 'A', stekend tussen knobbels 'A' en 'B'. Dit occlusiepatroon is echter geenszins universeel onder morganucodonten; Dinetherium heeft bijvoorbeeld een occlusiemechanisme dat dichter bij dat van de eutriconodonten ligt, waarbij kiezen in principe elkaar afwisselen. Slijtagefacetten zijn aanwezig.
Het bovenkaaksbeen, de septomaxilla, een basaal kenmerk dat ook bij Sinoconodon wordt aangetroffen, is nog aanwezig bij morganucodonten, evenals een volledig verbeend orbitosphenoïde. De voorste lamina is vergroot. De voorste helft van het squamosum is een smal botuitsteeksel dat oppervlakkig is geplaatst op het rotsbeen en wandbeen. Vergeleken met hun voorgangers hebben de morganucodonten een grotere hersenomvang en een langer slakkenhuis in het oor.
De voorste halswervels zijn niet versmolten; er is nog een beennaad zichtbaar tussen het tandvormig uitsteeksel van de atlas, de dens, en de draaier. De nekribben zijn niet versmolten met hun centra. Een apart coracoïde en procoracoïde, die afwezig zijn bij Theria, zijn nog aanwezig. De kop van het opperarmbeen is bolvormig als bij zoogdieren, maar de ellepijpcondylus is spiraalvormig als bij cynodonten, een teken dat de voorpoten gespreid werden gehouden. In de bekkengordel zijn het schaambeen, het darmbeen en het zitbeen niet gefuseerd. Althans Megazostrodon en Erythrotherium zijn uniek onder de basale Mammaliformes vanwege het ontbreken van het geboortekanaal versmallende epipubische botten, wat suggereert dat ze niet dezelfde reproductieve beperkingen hadden; wellicht waren ze levendbarend in plaats van eieren te leggen.
Morganucodon lijkt in ieder geval een langere levensduur en een lager metabolisme te hebben gehad dan moderne zoogdieren.

## Fylogenie
Omdat morganucodonten het dentaire-squamosale kaakgewricht van zoogdieren bezaten, beschouwden systematici zoals G.G. Simpson (1959) ze als zoogdieren. Sommige paleontologen blijven deze classificatie gebruiken. Anderen gebruiken de terminologie van de kroongroep, die Mammalia beperkt tot de afstammelingen van de laatste gemeenschappelijke voorouder van de huidige zoogdieren. Bij deze definitie staan meer basale orden zoals morganucodonten niet in de Mammalia, maar zijn basale Mammaliaformes. Dit is tegenwoordig de meest algemeen aanvaarde fylogenie.